# Fußball-Europameisterschaft der Frauen 1997/Finalrunde
Resultate der Finalrunde der Fußball-Europameisterschaft der Frauen 1997:

## Halbfinale

### Schweden – Deutschland  0:1 (0:0)
| Schweden                                                         | Schweden | Deutschland | Deutschland |
| ---------------------------------------------------------------- | --- | --- | ----------- |
| Schweden                                                         | \| 9. Juli 1997 um 17:30 Uhr (MESZ) in Karlstad (Tingvalla Stadium) \| \| Zuschauer: 4246 \| \| Schiedsrichterin: Nicole Petignat ( Schweiz) \| \| Spielbericht \| | \| 9. Juli 1997 um 17:30 Uhr (MESZ) in Karlstad (Tingvalla Stadium) \| \| Zuschauer: 4246 \| \| Schiedsrichterin: Nicole Petignat ( Schweiz) \| \| Spielbericht \|                                                                                        | Deutschland |
| Schweden                                                         | Ulrika Karlsson – Eva Zeikfalvy (63. Cecilia Sandell), Kristin Bengtsson, Karolina Westberg, Åsa Lönnqvist, Jane Törnqvist, Anna Pohjanen, Malin Swedberg (86. Christin Lilja), Malin Allberg (46. Kristin Jonsson), Malin Andersson, Victoria Svensson Cheftrainerin: Marika Domanski-Lyfors | Silke Rottenberg – Doris Fitschen , Steffi Jones, Sandra Minnert, Kerstin Stegemann – Inken Beeken, Maren Meinert (90. Ariane Hingst), Sandra Smisek (46. Monika Meyer), Bettina Wiegmann, Pia Wunderlich – Birgit Prinz Cheftrainerin: Tina Theune-Meyer | Deutschland |
| Schweden                                                         | 0:1 Bettina Wiegmann (84.) | | Deutschland |
| Schweden                                                         | Jane Törnqvist | Inken Beeken, Monika Meyer, Birgit Prinz | Deutschland |
| 9. Juli 1997 um 17:30 Uhr (MESZ) in Karlstad (Tingvalla Stadium) | | |             |
| Zuschauer: 4246                                                  | | |             |
| Schiedsrichterin: Nicole Petignat ( Schweiz)                     | | |             |
| Spielbericht                                                     | | |             |

### Italien – Spanien  2:1 (2:0)
| Italien                                                         | Italien | Spanien | Spanien |
| --------------------------------------------------------------- | --- | --- | ------- |
| Italien                                                         | \| 9. Juli 1997 um 20:30 Uhr (MESZ) in Lillestrøm (Åråsen-Stadion) \| \| Zuschauer: ? \| \| Schiedsrichterin: Christine Frai ( Deutschland) \| | \| 9. Juli 1997 um 20:30 Uhr (MESZ) in Lillestrøm (Åråsen-Stadion) \| \| Zuschauer: ? \| \| Schiedsrichterin: Christine Frai ( Deutschland) \| | Spanien |
| Italien                                                         | Giorgia Brenzan – Emma Iozzelli, Daniela Tavalazzi, Manuela Tesse – Florinda Ciardi, Federica D’Astolfo, Silvia Fiorini, Cristina Murelli, Silvia Nannini – Carolina Morace , Patrizia Panico (31. Rita Guarino; 70. Damiana Deiana) Cheftrainer: Sergio Guenza | Roser Serra – Marina Nohalez (54. Palmira Chivite), Judith Corominas, Toña Is, Arantza del Puerto , Beatriz García, Rosa Castillo (60. Alicia Fuentes), Mar Prieto, Yolanda Mateos (80. Auxiliadora Jiménez), Maider Castillo, Ángeles Parejo Cheftrainer: Ignacio Quereda | Spanien |
| Italien                                                         | 1:0 Silvia Fiorini (10.) 2:0 Carolina Morace (28.) | 2:1 Ángeles Parejo (88.) | Spanien |
| Italien                                                         | Palmira Chivite (57.), Yolanda Mateos (70.) | | Spanien |
| 9. Juli 1997 um 20:30 Uhr (MESZ) in Lillestrøm (Åråsen-Stadion) | | |         |
| Zuschauer: ?                                                    | | |         |
| Schiedsrichterin: Christine Frai ( Deutschland)                 | | |         |

## Finale

### Deutschland – Italien  2:0 (1:0)
| Deutschland                                                  | Deutschland | Italien | Italien |
| ------------------------------------------------------------ | --- | --- | ------- |
| Deutschland                                                  | \| 12. Juli 1997 um 16:00 Uhr (MESZ) in Oslo (Ullevaal-Stadion) \| \| Zuschauer: 2.221 \| \| Schiedsrichterin: Gitte Lyngo-Nielsen ( Dänemark) \| | \| 12. Juli 1997 um 16:00 Uhr (MESZ) in Oslo (Ullevaal-Stadion) \| \| Zuschauer: 2.221 \| \| Schiedsrichterin: Gitte Lyngo-Nielsen ( Dänemark) \| | Italien |
| Deutschland                                                  | Silke Rottenberg – Doris Fitschen , Steffi Jones, Sandra Minnert, Kerstin Stegemann – Ariane Hingst, Maren Meinert (87. Claudia Klein), Bettina Wiegmann, Pia Wunderlich – Monika Meyer (68. Claudia Müller), Birgit Prinz (81. Sandra Smisek) Cheftrainerin: Tina Theune-Meyer | Giorgia Brenzan – Emma Iozzelli, Daniela Tavalazzi, Manuela Tesse – Antonella Carta, Florinda Ciardi, Federica D’Astolfo, Silvia Nannini (31. Silvia Fiorini), Raffaella Salmaso (72. Damiana Deiana) – Carolina Morace , Patrizia Panico (61. Rita Guarino) Cheftrainer: Sergio Guenza | Italien |
| Deutschland                                                  | 1:0 Sandra Minnert (23.) 2:0 Birgit Prinz (50.) | | Italien |
| Deutschland                                                  | Pia Wunderlich | Emma Iozzelli | Italien |
| 12. Juli 1997 um 16:00 Uhr (MESZ) in Oslo (Ullevaal-Stadion) | | |         |
| Zuschauer: 2.221                                             | | |         |
| Schiedsrichterin: Gitte Lyngo-Nielsen ( Dänemark)            | | |         |